# Cycnidolon clarkei
Cycnidolon clarkei är en skalbaggsart som beskrevs av Martins och Maria Helena M. Galileo 2007. Cycnidolon clarkei ingår i släktet Cycnidolon och familjen långhorningar. Inga underarter finns listade i Catalogue of Life.